# Hemiceras nigricosta
Hemiceras nigricosta är en fjärilsart som beskrevs av William Schaus 1901. Hemiceras nigricosta ingår i släktet Hemiceras och familjen tandspinnare. Inga underarter finns listade i Catalogue of Life.